# 世羅郡
- 令制国一覧 > 山陽道 > 備後国 > 世羅郡
- 日本 > 中国地方 > 広島県 > 世羅郡

世羅郡（せらぐん）は、広島県（備後国）の郡。2023年現在、所属する自治体は世羅町（せらちょう）のみ。
人口13,725人、面積278.14km²、人口密度49.3人/km²。（2025年4月1日、推計人口）

## 郡域
1878年（明治11年）に行政区画として発足した当時の郡域は、下記の区域にあたる。
- 三原市の一部（大和町福田・大和町上徳良・大和町下徳良・大和町萩原・大和町篠・大和町蔵宗）
- 府中市の一部（上下町松崎）
- 三次市の一部（甲奴町小童・甲奴町宇賀・吉舎町徳市・三和町敷名・三和町上壱・三和町飯田）
- 東広島市の一部（豊栄町吉原・豊栄町飯田）
- 世羅町の大部分（宇津戸を除く）

## 歴史

### 近世以降の沿革
- 明治初年時点では全域が安芸広島藩領であった。「旧高旧領取調帳」に記載されている明治初年時点での村は以下の通り。（1町49村）

甲山町、東神崎村、西上原村、小世良村、川尻村、東上原村、伊尾村、小谷村、松崎村、青近村、別迫村、堀越村、京丸村、青水村、津口村、小国村、篠村、蔵宗村、吉原村、飯田村、上野山村、敷名村、中村、黒川村、上津田村、下津田村、長田村、徳市村、黒淵村、戸張村、安田村、小童村、宇賀村、山中福田村、壱歩村、中原村、赤屋村、井折村、本郷村、寺町村、西神崎村、青山村、三郎丸村、重永村、賀茂村、萩原福田村、萩原村、下徳良村、上徳良村、田打村
- 明治4年7月14日（1871年8月29日） - 廃藩置県により広島県の管轄となる。
- 明治11年（1878年）11月1日 - 郡区町村編制法の広島県での施行により、行政区画としての世羅郡が発足。「甲奴世羅三谿郡」役所が甲山町に設置され、甲奴郡・三谿郡とともに管轄。
- 明治15年（1882年） - 上野山村・壱歩村が合併して上壱村となる。（1町48村）
- 明治22年（1889年）4月1日 - 町村制の施行により、以下の各村が発足。（13村）
  - 甲山村 ← 甲山町、西上原村、小世良村（現・世羅町）
  - 三川村 ← 小谷村、伊尾村、川尻村、東上原村（現・世羅町）、松崎村（現・府中市）
  - 東村 ← 別迫村、青近村、赤屋村（現・世羅町）
  - 広定村 ← 小童村、宇賀村（現・三次市）
  - 大見村 ← 戸張村、安田村、徳市村（現・世羅町）
  - 津久志村 ← 黒淵村、山中福田村、津口村（現・世羅町）
  - 小国村（単独村制。現・世羅町）
  - 津名村 ← 敷名村（現・三次市）、上津田村、下津田村、長田村（現・世羅町）
  - 上田村 ← 上壱村（現・三次市）、飯田村（現・東広島市、三次市）
  - 吉川村 ← 吉原村（現・東広島市、世羅町）、中村、黒川村（現・世羅町）
  - 神田村 ← 萩原村、萩原福田村、蔵宗村、篠村、上徳良村、下徳良村（現・三原市）
  - 西大田村 ← 賀茂村、青水村、重永村、田打村、中原村、京丸村、堀越村（現・世羅町）
  - 東大田村 ← 本郷村、井折村、寺町村、三郎丸村、青山村、東神崎村、西神崎村（現・世羅町）
- 明治29年（1896年）11月7日 - 上田村が改称して上山村となる。
- 明治31年（1898年）2月10日 - 甲山村が町制施行して甲山町となる。（1町12村）
- 明治32年（1899年）7月1日 - 郡制を施行。郡役所が本郡単独となる。
- 大正12年（1923年）4月1日 - 郡会が廃止。郡役所は存続。
- 大正15年（1926年）7月1日 - 郡役所が廃止。以降は地域区分名称となる。
- 昭和30年（1955年）
  - 1月10日 - 大見村・西大田村・東大田村が合併して世羅町が発足。（2町9村）
  - 2月11日 - 甲山町・三川村・東村が御調郡宇津戸村と合併し、改めて甲山町が発足。（2町7村）
  - 3月31日（3町2村）
    - 神田村が豊田郡椹梨村・大草村および豊田村の大部分（河内町に合併した小田の一部を除く）と合併して豊田郡大和町が発足し、郡より離脱。
    - 小国村および津久志村の一部（山中福田）・津名村の一部（上津田・下津田・長田）・吉川村の大部分（吉原の一部を除く）が合併して世羅西町が発足。
    - 津名村の残部（敷名）・上山村の一部（上壱および飯田の一部）が双三郡板木村と合併して双三郡三和町が発足し、郡より離脱。
    - 吉川村の一部（吉原の一部）・上山村の残部（飯田の一部）が豊田郡豊栄町に編入。
- 昭和31年（1956年）1月15日 - 津久志村が世羅町に編入。（3町1村）
- 昭和32年（1957年）6月10日 - 甲山町の一部（松崎）が甲奴郡上下町に編入。
- 昭和33年（1958年）10月10日 - 広定村が甲奴郡甲奴町と合併し、改めて甲奴郡甲奴町が発足、郡より離脱。（3町）
- 平成16年（2004年）10月1日 - 甲山町・世羅町・世羅西町が合併し、改めて世羅町が発足。（1町）

### 変遷表
| 明治22年以前   | 明治22年以前    | 明治22年4月1日 町村制施行 | 明治22年 - 昭和20年         | 昭和21年 - 昭和64年                | 昭和21年 - 昭和64年                                | 平成1年 - 現在                 | 現在     |
| -------------- | --------------- | ------------------------- | --------------------------- | ---------------------------------- | -------------------------------------------------- | ------------------------------ | -------- |
| 萩原村         | 萩原村          | 神田村                    | 神田村                      | 昭和30年3月31日 豊田郡大和町       | 昭和31年4月1日 賀茂郡大和町                        | 平成17年3月22日 三原市         | 三原市   |
| 萩原福田村     |                 | 神田村                    | 神田村                      | 昭和30年3月31日 豊田郡大和町       | 昭和31年4月1日 賀茂郡大和町                        | 平成17年3月22日 三原市         | 三原市   |
| 蔵宗村         |                 | 神田村                    | 神田村                      | 昭和30年3月31日 豊田郡大和町       | 昭和31年4月1日 賀茂郡大和町                        | 平成17年3月22日 三原市         | 三原市   |
| 篠村           |                 | 神田村                    | 神田村                      | 昭和30年3月31日 豊田郡大和町       | 昭和31年4月1日 賀茂郡大和町                        | 平成17年3月22日 三原市         | 三原市   |
| 上徳良村       |                 | 神田村                    | 神田村                      | 昭和30年3月31日 豊田郡大和町       | 昭和31年4月1日 賀茂郡大和町                        | 平成17年3月22日 三原市         | 三原市   |
| 下徳良村       |                 | 神田村                    | 神田村                      | 昭和30年3月31日 豊田郡大和町       | 昭和31年4月1日 賀茂郡大和町                        | 平成17年3月22日 三原市         | 三原市   |
| 松崎村         | 松崎村          | 三川村                    | 三川村                      | 昭和30年2月11日 甲山町             | 昭和32年6月10日 甲奴郡上下町に編入 （松崎）        | 平成16年4月1日 府中市に編入    | 府中市   |
| 小谷村         | 小谷村          | 三川村                    | 三川村                      | 昭和30年2月11日 甲山町             | 昭和32年6月10日 甲奴郡上下町に編入 （松崎） 甲山町 | 平成16年10月1日 世羅町         | 世羅町   |
| 伊尾村         |                 | 三川村                    | 三川村                      | 昭和30年2月11日 甲山町             | 昭和32年6月10日 甲奴郡上下町に編入 （松崎） 甲山町 | 平成16年10月1日 世羅町         | 世羅町   |
| 川尻村         |                 | 三川村                    | 三川村                      | 昭和30年2月11日 甲山町             | 昭和32年6月10日 甲奴郡上下町に編入 （松崎） 甲山町 | 平成16年10月1日 世羅町         | 世羅町   |
| 東上原村       |                 | 三川村                    | 三川村                      | 昭和30年2月11日 甲山町             | 昭和32年6月10日 甲奴郡上下町に編入 （松崎） 甲山町 | 平成16年10月1日 世羅町         | 世羅町   |
| 甲山村         | 甲山村          | 甲山村                    | 明治31年2月10日 町制 甲山町 | 昭和30年2月11日 甲山町             | 昭和32年6月10日 甲奴郡上下町に編入 （松崎） 甲山町 | 平成16年10月1日 世羅町         | 世羅町   |
| 西上原村       |                 | 甲山村                    | 明治31年2月10日 町制 甲山町 | 昭和30年2月11日 甲山町             | 昭和32年6月10日 甲奴郡上下町に編入 （松崎） 甲山町 | 平成16年10月1日 世羅町         | 世羅町   |
| 小世良村       |                 | 甲山村                    | 明治31年2月10日 町制 甲山町 | 昭和30年2月11日 甲山町             | 昭和32年6月10日 甲奴郡上下町に編入 （松崎） 甲山町 | 平成16年10月1日 世羅町         | 世羅町   |
| 別迫村         | 別迫村          | 東村                      | 東村                        | 昭和30年2月11日 甲山町             | 昭和32年6月10日 甲奴郡上下町に編入 （松崎） 甲山町 | 平成16年10月1日 世羅町         | 世羅町   |
| 青近村         |                 | 東村                      | 東村                        | 昭和30年2月11日 甲山町             | 昭和32年6月10日 甲奴郡上下町に編入 （松崎） 甲山町 | 平成16年10月1日 世羅町         | 世羅町   |
| 赤屋村         |                 | 東村                      | 東村                        | 昭和30年2月11日 甲山町             | 昭和32年6月10日 甲奴郡上下町に編入 （松崎） 甲山町 | 平成16年10月1日 世羅町         | 世羅町   |
| 御調郡宇津戸村 | 御調郡宇津戸村  | 御調郡宇津戸村            | 御調郡宇津戸村              | 昭和30年2月11日 甲山町             | 昭和32年6月10日 甲奴郡上下町に編入 （松崎） 甲山町 | 平成16年10月1日 世羅町         | 世羅町   |
| 戸張村         | 戸張村          | 大見村                    | 大見村                      | 昭和30年1月10日 世羅町             | 昭和30年1月10日 世羅町                             | 平成16年10月1日 世羅町         | 世羅町   |
| 安田村         |                 | 大見村                    | 大見村                      | 昭和30年1月10日 世羅町             | 昭和30年1月10日 世羅町                             | 平成16年10月1日 世羅町         | 世羅町   |
| 徳市村         |                 | 大見村                    | 大見村                      | 昭和30年1月10日 世羅町             | 昭和30年1月10日 世羅町                             | 平成16年10月1日 世羅町         | 世羅町   |
| 賀茂村         | 賀茂村          | 西大田村                  | 西大田村                    | 昭和30年1月10日 世羅町             | 昭和30年1月10日 世羅町                             | 平成16年10月1日 世羅町         | 世羅町   |
| 青水村         |                 | 西大田村                  | 西大田村                    | 昭和30年1月10日 世羅町             | 昭和30年1月10日 世羅町                             | 平成16年10月1日 世羅町         | 世羅町   |
| 重永村         |                 | 西大田村                  | 西大田村                    | 昭和30年1月10日 世羅町             | 昭和30年1月10日 世羅町                             | 平成16年10月1日 世羅町         | 世羅町   |
| 田打村         |                 | 西大田村                  | 西大田村                    | 昭和30年1月10日 世羅町             | 昭和30年1月10日 世羅町                             | 平成16年10月1日 世羅町         | 世羅町   |
| 中原村         |                 | 西大田村                  | 西大田村                    | 昭和30年1月10日 世羅町             | 昭和30年1月10日 世羅町                             | 平成16年10月1日 世羅町         | 世羅町   |
| 京丸村         |                 | 西大田村                  | 西大田村                    | 昭和30年1月10日 世羅町             | 昭和30年1月10日 世羅町                             | 平成16年10月1日 世羅町         | 世羅町   |
| 堀越村         |                 | 西大田村                  | 西大田村                    | 昭和30年1月10日 世羅町             | 昭和30年1月10日 世羅町                             | 平成16年10月1日 世羅町         | 世羅町   |
| 本郷村         | 本郷村          | 東大田村                  | 東大田村                    | 昭和30年1月10日 世羅町             | 昭和30年1月10日 世羅町                             | 平成16年10月1日 世羅町         | 世羅町   |
| 井折村         |                 | 東大田村                  | 東大田村                    | 昭和30年1月10日 世羅町             | 昭和30年1月10日 世羅町                             | 平成16年10月1日 世羅町         | 世羅町   |
| 寺町村         |                 | 東大田村                  | 東大田村                    | 昭和30年1月10日 世羅町             | 昭和30年1月10日 世羅町                             | 平成16年10月1日 世羅町         | 世羅町   |
| 三郎丸村       |                 | 東大田村                  | 東大田村                    | 昭和30年1月10日 世羅町             | 昭和30年1月10日 世羅町                             | 平成16年10月1日 世羅町         | 世羅町   |
| 青山村         |                 | 東大田村                  | 東大田村                    | 昭和30年1月10日 世羅町             | 昭和30年1月10日 世羅町                             | 平成16年10月1日 世羅町         | 世羅町   |
| 東神崎村       |                 | 東大田村                  | 東大田村                    | 昭和30年1月10日 世羅町             | 昭和30年1月10日 世羅町                             | 平成16年10月1日 世羅町         | 世羅町   |
| 西神崎村       |                 | 東大田村                  | 東大田村                    | 昭和30年1月10日 世羅町             | 昭和30年1月10日 世羅町                             | 平成16年10月1日 世羅町         | 世羅町   |
| 黒淵村         | 黒淵村          | 津久志村                  | 津久志村                    | 昭和30年1月10日 世羅町             | 昭和30年1月10日 世羅町                             | 平成16年10月1日 世羅町         | 世羅町   |
| 津口村         |                 | 津久志村                  | 津久志村                    | 昭和30年1月10日 世羅町             | 昭和30年1月10日 世羅町                             | 平成16年10月1日 世羅町         | 世羅町   |
| 山中福田村     | 山中福田村      | 津久志村                  | 津久志村                    | 世羅西町                           | 世羅西町                                           | 平成16年10月1日 世羅町         | 世羅町   |
| 小国村         | 小国村          | 小国村                    | 小国村                      | 世羅西町                           | 世羅西町                                           | 平成16年10月1日 世羅町         | 世羅町   |
| 上津田村       | 上津田村        | 津名村                    | 津名村                      | 世羅西町                           | 世羅西町                                           | 平成16年10月1日 世羅町         | 世羅町   |
| 下津田村       |                 | 津名村                    | 津名村                      | 世羅西町                           | 世羅西町                                           | 平成16年10月1日 世羅町         | 世羅町   |
| 長田村         |                 | 津名村                    | 津名村                      | 世羅西町                           | 世羅西町                                           | 平成16年10月1日 世羅町         | 世羅町   |
| 敷名村         | 敷名村          | 津名村                    | 津名村                      | 昭和30年3月31日 双三郡三和町       | 昭和30年3月31日 双三郡三和町                       | 平成16年4月1日 三次市          | 三次市   |
| 小童村         | 小童村          | 広定村                    | 広定村                      | 昭和33年10月10日 甲奴郡甲奴町      | 昭和33年10月10日 甲奴郡甲奴町                      | 平成16年4月1日 三次市          | 三次市   |
| 宇賀村         |                 | 広定村                    | 広定村                      | 昭和33年10月10日 甲奴郡甲奴町      | 昭和33年10月10日 甲奴郡甲奴町                      | 平成16年4月1日 三次市          | 三次市   |
| 上野山村       | 明治15年 上壱村 | 上田村                    | 明治29年11月7日 改称 上山村 | 昭和30年3月31日 双三郡三和町       | 昭和30年3月31日 双三郡三和町                       | 平成16年4月1日 三次市          | 三次市   |
| 壱歩村         | 明治15年 上壱村 | 上田村                    | 明治29年11月7日 改称 上山村 | 昭和30年3月31日 双三郡三和町       | 昭和30年3月31日 双三郡三和町                       | 平成16年4月1日 三次市          | 三次市   |
| 飯田村         | 一部            | 上田村                    | 明治29年11月7日 改称 上山村 | 昭和30年3月31日 双三郡三和町       | 昭和30年3月31日 双三郡三和町                       | 平成16年4月1日 三次市          | 三次市   |
| 飯田村         | 一部            | 上田村                    | 明治29年11月7日 改称 上山村 | 昭和30年3月31日 豊田郡豊栄町に編入 | 昭和31年4月1日 賀茂郡豊栄町                        | 平成17年2月17日 東広島市に編入 | 東広島市 |
| 吉原村         | 一部            | 吉川村                    | 吉川村                      | 昭和30年3月31日 豊田郡豊栄町に編入 | 昭和31年4月1日 賀茂郡豊栄町                        | 平成17年2月17日 東広島市に編入 | 東広島市 |
| 吉原村         | 一部            | 吉川村                    | 吉川村                      | 昭和30年3月31日 世羅西町           | 昭和30年3月31日 世羅西町                           | 世羅町                         | 世羅町   |
| 中村           |                 | 吉川村                    | 吉川村                      | 昭和30年3月31日 世羅西町           | 昭和30年3月31日 世羅西町                           | 世羅町                         | 世羅町   |
| 黒川村         |                 | 吉川村                    | 吉川村                      | 昭和30年3月31日 世羅西町           | 昭和30年3月31日 世羅西町                           | 世羅町                         | 世羅町   |

## 行政
甲奴・世羅・三谿郡長
| 代 | 氏名 | 就任年月日                | 退任年月日                | 備考 |
| -- | ---- | ------------------------- | ------------------------- | ---- |
| 1  |      | 明治11年（1878年）11月1日 |                           |      |
|    |      |                           | 明治31年（1898年）9月30日 | 廃官 |

世羅郡長
| 代 | 氏名 | 就任年月日               | 退任年月日                | 備考                   |
| -- | ---- | ------------------------ | ------------------------- | ---------------------- |
| 1  |      | 明治32年（1899年）7月1日 |                           |                        |
|    |      |                          | 大正15年（1926年）6月30日 | 郡役所廃止により、廃官 |